# Júlio de Mesquita Filho
Julio César Ferreira de Mesquita Filho (São Paulo, 14 de fevereiro de 1892 — São Paulo, 12 de julho de 1969) foi um jornalista brasileiro. Seguiu os passos de seu pai, Júlio de Mesquita, proprietário do jornal O Estado de S. Paulo. Com a criação da Unesp, em 30 de janeiro de 1976, é homenageado como patrono da Universidade Estadual Paulista "Júlio de Mesquita Filho". 

## Biografia
Seus primeiros estudos se deram na Europa, voltando ao Brasil para cursar a Faculdade de Direito da Universidade de São Paulo, no Largo de São Francisco. Estreia como jornalista na edição vespertina do "Estado" (conhecida como "Estadinho"), editada no transcurso da Primeira Guerra Mundial. Afilia-se em 1917 à Liga da Defesa Nacional, organização liderada por Frederico Steidel e Olavo Bilac, com vistas a democratizar os costumes políticos de um Brasil ainda oligárquico. Torna-se um dos mais jovens fundadores do Partido Democrático, em 1926, grupo formado por intelectuais e membros de uma nova elite urbana e liberal que combatia as práticas do velho Partido Republicano Paulista. Sucede a seu pai em 1927 e engaja-se ao término do Governo Washington Luís na candidatura de Getúlio Vargas, que em sua Aliança Liberal apresenta um programa de reformas institucionais, tais como o voto secreto e o fim da política dos governadores.

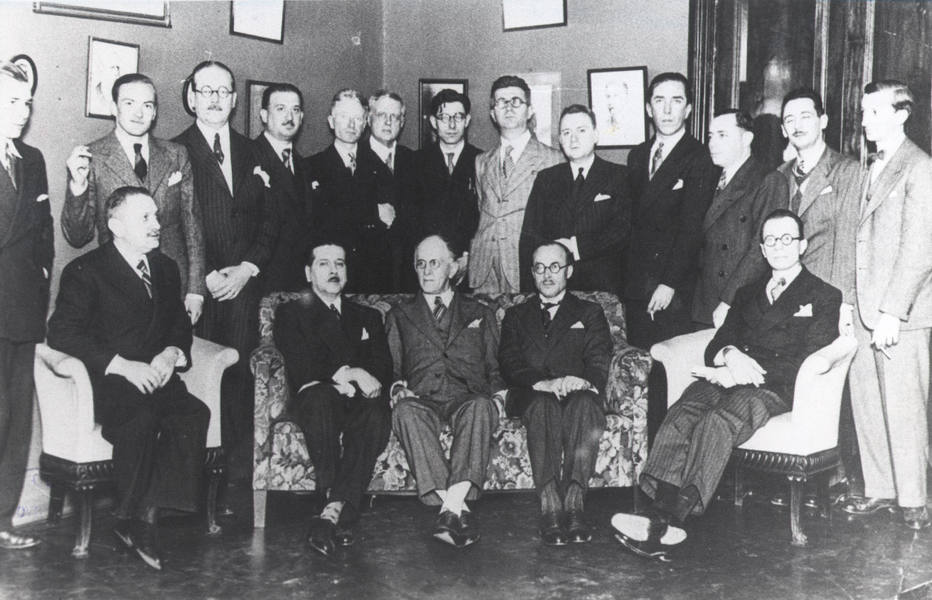
Júlio de Mesquita Filho (o quarto em pé da direita p/ a esquerda) e docentes da então recém inaugurada Universidade de São Paulo

Derrotado Vargas, Mesquita Filho apoia a Revolução de 1930, mas decepciona-se com o descumprimento das promessas iniciais de Getúlio Vargas. Organiza dois anos depois o movimento conhecido por Revolução Constitucionalista de 1932 que exigia do governo provisório o estabelecimento de uma nova Carta ao País e o resgate das promessas perdidas de 1930. Exilado pela primeira vez após a derrota da Revolução, Mesquita Filho volta a São Paulo ainda a tempo de fundar, com seu cunhado Armando de Salles Oliveira, então interventor de São Paulo, a Universidade de São Paulo, vista pelo jornalista como essencial para a formação de uma nova elite política e cultural para o Brasil. A Faculdade de Filosofia, Ciências e Letras foi o início dessa história.
A partir do golpe do Estado Novo, em 1937, Julio de Mesquita Filho é preso 17 vezes e levado ao exílio pela ditadura. Morou primeiramente em Paris, na França, a partir de novembro de 1938, e veio para Buenos Aires, Argentina, ao perceber que uma guerra estava prestes a eclodir no continente europeu - ficou na capital argentina até 1943, escrevendo para os jornais La Nación e La Prensa, e então retornou ao Brasil, onde foi imediatamente preso de novo e confinado na fazenda da família em Louveira, interior de São Paulo. O Estado de S. Paulo é expropriado da família em 1940 e, somente em 1945, ante uma decisão do Supremo Tribunal Federal, é devolvido a seus legítimos proprietários. Nos anos da República de 46, Mesquita Filho lidera seu diário nas lutas contra Vargas e seus seguidores, perfilando-se, ainda que assumindo uma postura crítica, à União Democrática Nacional.
Em 1964, junto com seus filhos-herdeiros, apoia a insubordinação militar que levou ao Golpe de 64 que derrubou o presidente João Goulart e instaurou a ditadura militar no Brasil, mas rompe com o "partido fardado" logo após a edição do Ato Institucional nº 2, de 1965. A partir desse momento, Mesquita e seu "Estado" passam a uma crescente oposição ao regime dos generais. Ao tomar conhecimento, em dezembro de 1968, que o presidente Costa e Silva editaria o Ato Institucional nº 5, que terminaria por sepultar as liberdades públicas no Brasil, Mesquita escreve seu último editorial, "Instituições em Frangalhos". Na mesma noite, a edição do "Estado" era apreendida pela Polícia Federal, sob a promessa de ser liberada se a direção do jornal retirasse o editorial. Mesquita recusou-se. Desgostoso com a censura imposta ao diário, o velho jornalista deixou de redigir as "Notas e Informações". Após submeter-se a uma cirurgia no aparelho gástrico, faleceu em julho de 1969, aos 77 anos, em São Paulo. Foi sucedido na direção do jornal por seu filho Júlio de Mesquita Neto.
Em 2009, o diplomata Roberto Salone lançou a primeira biografia do jornalista, irredutivelmente liberal: política e cultura na trajetória de Júlio de Mesquita Filho. O livro, editado pela Albatroz Editora tem a apresentação do jornalista Ruy Mesquita Filho, neto do biografado, e é prefaciado pelo ex-ministro das Relações Exteriores, professor Celso Lafer.
Júlio de Mesquita Filho foi membro da Academia Paulista de Letras.